# Grigorij Rasputin
Grigorij Efimovič Rasputin (Novych), in russo Григо́рий Ефи́мович Распу́тин (Но́вых)? (Pokrovskoe, 21 gennaio 1869 – Pietrogrado, 30 dicembre 1916), è stato un religioso e mistico russo, consigliere privato dei Romanov e figura molto influente su Nicola II di Russia, in particolare dopo l'agosto 1915, quando lo zar prese il comando dell'esercito nella prima guerra mondiale.
Vi sono diverse incertezze su gran parte della vita di Rasputin. Egli è tuttora sinonimo di potenza, dissolutezza e lussuria, mentre a suo tempo la sua presenza ebbe un ruolo significativo nella crescente impopolarità della coppia imperiale. Fino alla morte, si mantenne fedele a Nicola II e ad Aleksandra, avendo sempre avuto fede cieca nel principio dell'assolutismo imperiale su cui si basava il trono di Russia.

## Biografia

### Origini e infanzia

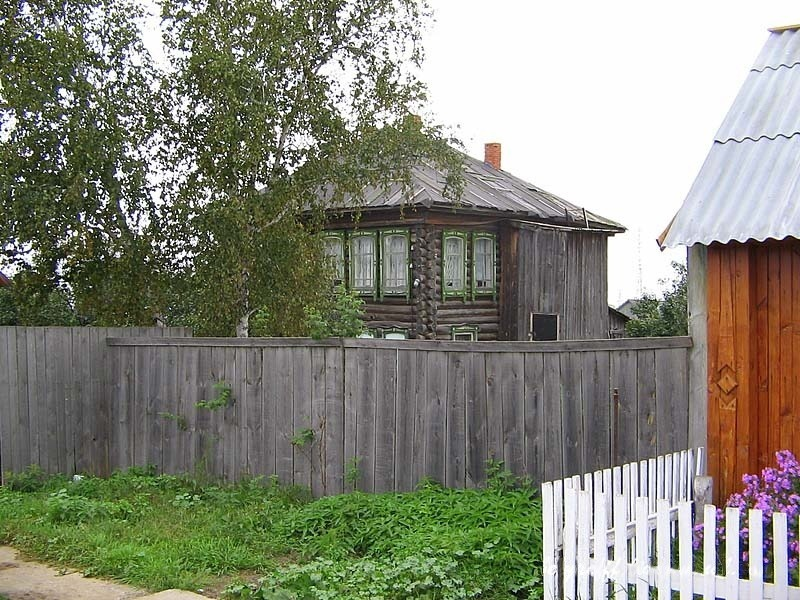
La casa natale di Rasputin a Pokrovskoe

Figlio di un vetturino postale, Efim Jakovlevič Rasputin (1841-1916), devoto allo zar e a Dio, e di una contadina, Anna Vasil'evna Paršukova (1839-1906), Grigorij Rasputin nacque il 21 gennaio 1869 (9 gennaio secondo il calendario giuliano all'epoca in vigore) nel piccolo villaggio di Pokrovskoe, situato a 80 km a est di Tjumen' nel governatorato di Tobol'sk (Siberia sudoccidentale); fu battezzato il giorno seguente, intitolato a San Gregorio di Nissa; tanto la nascita quanto il battesimo sono documentati dal registro parrocchiale del villaggio.
Grigorij era il quinto di nove figli, ma solo lui e una sorella, Feodosija (1875-1900), raggiunsero la maturità. Per anni alternò il lavoro dei campi all'allevamento di cavalli e all'attività di vetturino. Non frequentò la scuola ma, grazie a un forte carisma, attirò spesso l'attenzione degli altri; in ogni caso le poche informazioni disponibili sulla sua infanzia e giovinezza sono state tramandate da una figlia di Rasputin, Maria, e spesso vengono considerate inaffidabili.
Fin dalla giovane età dimostrò una indole estremamente riservata, tesa alla spiritualità e al misticismo ossessivo, fenomeno che in realtà era diffuso da secoli e frequente tra i popolani della Russia centrale che non avevano conosciuto l'oppressione della servitù della gleba tanto quanto era accaduto nelle campagne della Russia europea.
All'età di 8 anni Grigorij cadde in un torrente, insieme al fratello Michail; quest'ultimo morì a seguito di una polmonite che colpì entrambi. Tale evento colpì duramente Grigorij, che si isolò ulteriormente dal mondo.

### Matrimonio

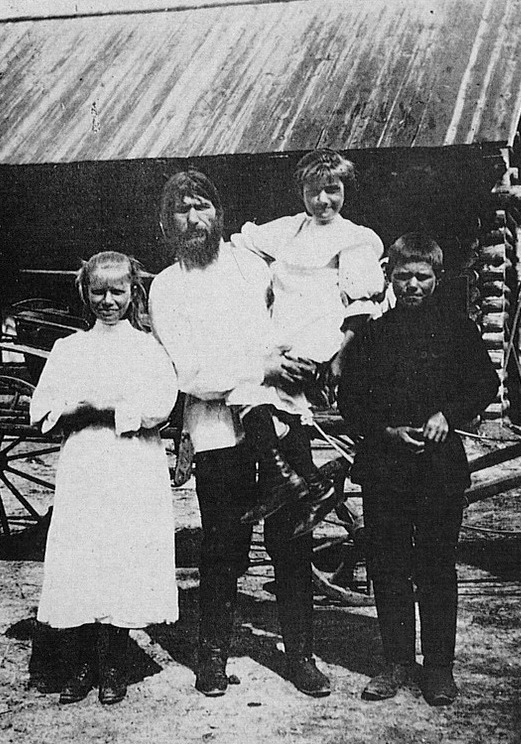
Rasputin con i figli Matrëna, Varvara e Dmitrij

Il 2 febbraio 1887 si sposò con Praskov'ja Fëdorovna Dubrovina (1865-1930), incontrata ad Abalak l'anno prima, da cui ebbe sette figli: Michail (1888-1893), i gemelli Anna (1894-1896) e Georgij (nato e morto nel 1894), Dmitrij Grigorievič (1895-1933), Matrëna (1898-1977), Varvara (1900-1925) e Praskov'ja, nata e morta nel 1903 a causa di pertosse, la stessa malattia che colpì i due gemelli, mentre Michail morì a causa della scarlattina.
Nel 1892, tuttavia, lasciò bruscamente il villaggio, i genitori e la famiglia; trascorse diversi mesi in un monastero ortodosso a Verchotur'e; in questo monastero si interessò attivamente alla vita religiosa, imparò a leggere e a scrivere, e incontrò lo starec Makarij, sotto la cui influenza rinunciò a bere e a mangiare carne.

### Svolta religiosa

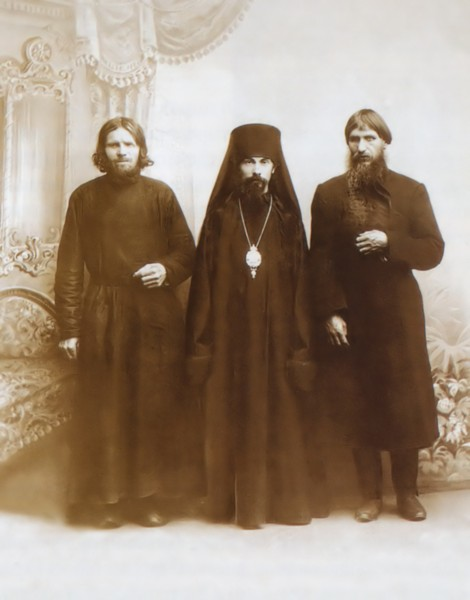
Makarij, Teofane di Poltava e Grigorij Rasputin

Dopo un breve ritorno al suo villaggio e in famiglia Grigorij affermò di aver avuto una visione della Madonna di Kazan', e decise dunque di abbracciare completamente la vita mistica e d'intraprendere un lungo pellegrinaggio fino al Monte Athos, esperienza che, tuttavia, lo disilluse profondamente.
In questi anni divenne un vero pellegrino: visitava a piedi i luoghi santi vivendo di elemosina per poi far ritorno a casa e aiutare la famiglia nella semina e i più importanti lavori agricoli; per questi motivi può essere considerato come uno jurodivyj (folle di Dio). Talvolta è indicato anche come starec, anche se lo stesso Grigorij ne rifiutava la qualifica, dal momento che non viveva in solitudine né aveva fatto voto di silenzio.
Spesso, nei periodi in cui risiedeva nel villaggio, era solito tenere incontri privati nella propria abitazione; tuttavia, nel 1902, sospese tale abitudine per via della eccessiva attenzione che riceveva dalla gente del posto.
Nel 1903 decise di recarsi in pellegrinaggio a Kiev; poi si recò a Kazan' dove, grazie alla sua profonda conoscenza delle scritture e alle sue interpretazioni assai acute e originali, attirò l'attenzione del vescovo e della classe dirigente.
In seguito si diresse verso San Pietroburgo, per incontrare Giovanni di Kronštadt, chiedere donazioni per costruire la chiesa del villaggio e incontrare il rettore della facoltà di teologia della capitale, Ivan Stragorodskij; la data del viaggio è oggetto di discussione: secondo Pierre Gilliard, Rasputin arrivò nel 1905; Nelipa pensa sia giunto nell'autunno dell'anno precedente; Iliodor testimonia che vi fosse già nel dicembre del 1903 e Helen Rappaport pensa che fosse arrivato per la quaresima del 1903.
A San Pietroburgo Rasputin soggiornò presso il monastero di Aleksandr Nevskij e incontrò altri esponenti del misticismo: tra di essi Germogen Dolganov e Teofane di Poltava, il quale, profondamente colpito dalle qualità di Grigorij, decise di ospitarlo nel proprio appartamento; in seguito, il monaco siberiano fu invitato dalla principessa Milica del Montenegro e da sua sorella Anastasia, grandi fautrici dei mistici e interessate di spiritismo. Finalmente, il primo novembre 1905 (calendario giuliano), Milica introdusse Rasputin a corte e lo presentò allo zar, Nicola II, e alla moglie Aleksandra.
L'incontro con Rasputin si colloca in un periodo estremamente difficile per lo zar il quale, a seguito della pesante sconfitta militare nella guerra russo-giapponese e agli eventi della Rivoluzione del 1905, aveva dovuto siglare il "Manifesto di ottobre" con il quale rinunciava a parte dei suoi poteri autocratici.

### Rasputin a Corte

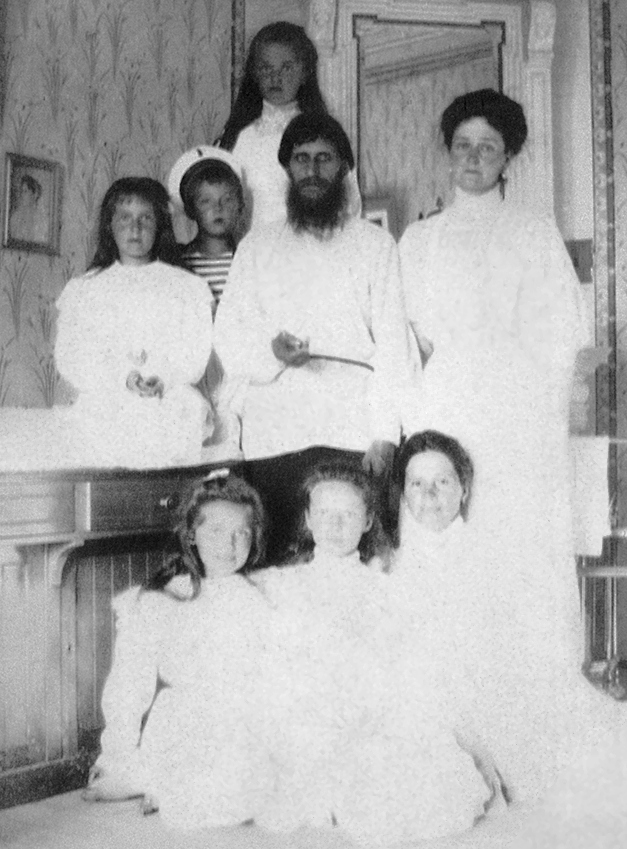
La zarina, Aleksandra Fëdorovna, con i figli, Rasputin e la balia, Marija Ivanova Višnjakova; foto proveniente dalla "McManus-Young Collection" (1908)

Nel mese di ottobre 1906, su richiesta dello zar, Rasputin si recò in visita alla figlia di Pëtr Stolypin, alcune settimane dopo che, insieme al padre, subì un attentato bomba; il 15 dicembre dello stesso anno, presentò una petizione allo zar chiedendo di cambiare nome in Rasputin-Novych (Новых) onde evitare confusione con le altre sei famiglie del suo villaggio che portavano lo stesso cognome; la richiesta fu accolta nel marzo dell'anno seguente.

#### Guaritore dello zarevic
Nel mese di aprile 1907, Rasputin fu nuovamente invitato a Carskoe Selo, questa volta per vedere lo zarevic Aleksej Nikolaevič Romanov il quale, malato di emofilia di tipo B, aveva subito una caduta che aveva gravemente compromesso il suo stato di salute.
La malattia dello zarevic era all'epoca tenuta segreta e non aveva una cura definitiva: la zarina (che per lo stesso male aveva già perso il fratello minore e lo zio), dunque, dopo aver confidato nei medici, decise di rivolgersi a Rasputin stesso il quale asseriva di aver la capacità di guarire attraverso la preghiera; in effetti, a dispetto della prognosi infausta dei medici, già dal giorno dopo l'incontro con Rasputin, lo zarevic aveva dato limitati segni di recupero. A seguito di tali risultati, lo zar e la zarina gli permisero di visitare sempre più spesso la loro riservatissima casa, situata nel parco di Carskoe Selo.
Pierre Gilliard, la storica francese Hélène Carrère d'Encausse e il giornalista Diarmuid Jeffreys hanno attribuito il merito delle cure di Rasputin al fatto che avesse sospeso la somministrazione di aspirina: l'aspirina, in effetti, è un analgesico che però ha effetti deleteri sulla coagulazione del sangue e aveva dunque rafforzato i sintomi dell'emofilia, peggiorando sia il sanguinamento sia il gonfiore articolare.
Alcuni anni dopo, il 9 ottobre 1912, mentre la famiglia reale visitava una tenuta di caccia nella foresta di Białowieża, Aleksej, a causa dei sobbalzi continui della carrozza, si procurò un ematoma alla coscia superiore sinistra che presto degenerò in una fortissima emorragia; la zarina, disperata, si rivolse alla dama di compagnia affinché avvisasse Rasputin, che in quelle settimane risiedeva al suo villaggio natio con la famiglia (era stato momentaneamente allontanato per contrasti con la corte). Rasputin inviò la risposta il giorno seguente affermando, in un telegramma, che il bambino non sarebbe morto e che i medici non si sarebbero dovuti preoccupare troppo; pian piano, la febbre e i gonfiori si attenuarono, anche se il ragazzo dovette subire una lunga convalescenza. A seguito di questo episodio, la zarina e parte della corte credettero che Rasputin avesse curato Aleksej grazie al potere della preghiera, e si avvicinarono ancora di più alla religione.
In ogni caso, il monaco siberiano non era benvoluto a corte: l'archiatra, Botkin, lo riteneva un ciarlatano e attribuiva il merito delle cure all'ipnosi, ma va ricordato che lo stesso Rasputin si interessò a tale pratica solo dopo il 1913; il principe Feliks Jusupov, tra i più risoluti nemici di Rasputin, suggerì che il monaco segretamente drogasse lo zarevic con erbe curative tibetane, l'uso delle quali, tuttavia, era stato respinto dallo zar stesso; infine, secondo la figlia di Rasputin stesso, Marija, le guarigioni sarebbero state dovute a mesmerismo.
Tali spiegazioni, tuttavia, avevano il limite di non riuscire a spiegare il modo in cui Rasputin fosse riuscito a guarire il ragazzo pur essendo in Siberia e possono essere derivate dal fatto che la famiglia imperiale fosse estremamente isolata rispetto alla nobiltà e alla società russa. Molti studiosi rigettano l'idea che Rasputin avesse evocato spiriti o usato trucchi magici e pensano piuttosto che si fosse servito della propria calma e della propria capacità di convinzione e persuasione.

#### Contesto culturale e controversie

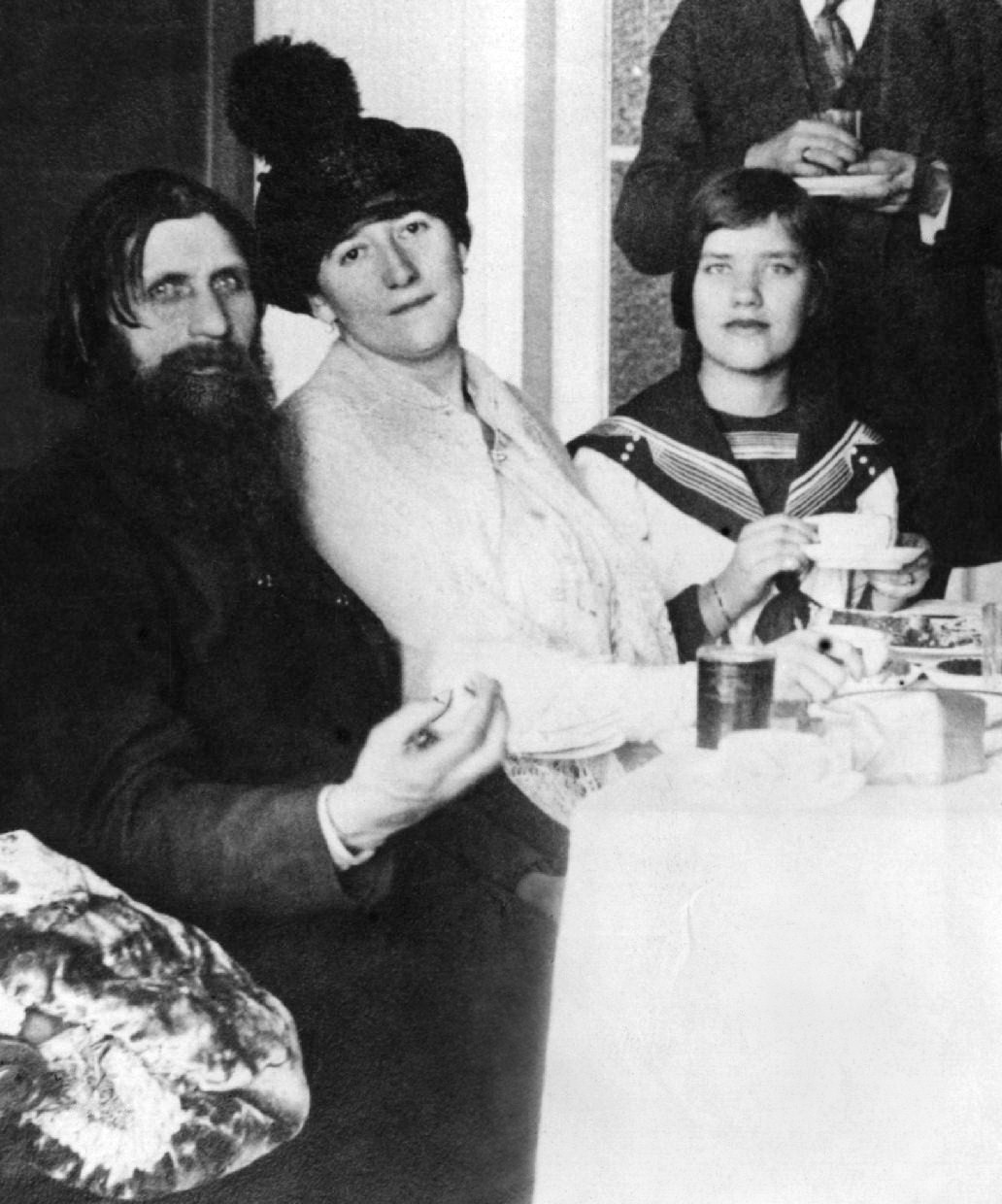
Rasputin (a sinistra), l'attrice Julija Aleksandrovna Smol'skaja, detta Lili Dehn (centro) e la figlia Marija (destra) nel 1914

Agli inizi del XX secolo, anche prima dell'arrivo di Rasputin, la classe dirigente russa era ampiamente interessata ai fenomeni religiosi: infatti, da un lato si era assistito a una vera e propria rinascita religiosa, caratterizzata da un profondo interesse per la letteratura spirituale e una forte ripresa del fenomeno dei pellegrinaggi, dall'altro era forte la curiosità per l'occultismo e per il misticismo; la stessa zarina, Aleksandra, non era immune a tali interessi dal momento che aveva incontrato numerosi "santi folli" nella speranza di trovare un'intercessione con Dio e aveva invitato a corte il noto esoterista Gérard Encausse nel 1901, nel 1905 e nel 1906. Infine, va aggiunto che, una volta presentato a corte, Rasputin visitò il palazzo reale almeno una volta al mese.
In ogni caso, di là dal generale favore verso i mistici, Rasputin fu oggetto di controversie a causa della sua presunta vicinanza alla setta cristiana dei Chlysty i quali erano accusati di compiere rituali orgiastici e, dunque, erano estremamente malvisti dalla gerarchia ecclesiastica: nel 1908 Rasputin stesso fu sottoposto a inchiesta dal tribunale di Tobol'sk in virtù di un coinvolgimento nelle cerimonie della setta, ma tale inchiesta si arenò ben presto.
Sebbene agli inizi la classe dirigente di San Pietroburgo fosse affascinata dal carisma di Rasputin, la sua vicinanza alla famiglia reale attirò ben presto invidie e pettegolezzi: la zarina, infatti, era in forte conflitto con la suocera e le cognate circa la permanenza di Rasputin a corte; la stampa locale lo teneva sotto stretto controllo, sostenendo che fosse implicato in scandali sessuali e che, in generale, prestasse eccessiva attenzione alle giovani donne; Feofan di Poltava gli era ormai ostile; infine Stolypin, insieme a molti altri politici, lo voleva bandire dalla capitale.
Nel 1911, Nicola II incaricò Rasputin di aderire a un gruppo di pellegrini: visitò la Počaïvs'ka Lavra e si imbarcò a Odessa verso Istanbul, Mileto, Smirne, Efeso, Patmo, Rodi, Cipro, Beirut, Tripoli e Giaffa; verso la Quaresima visitò Gerusalemme e poi fece ritorno in Russia.

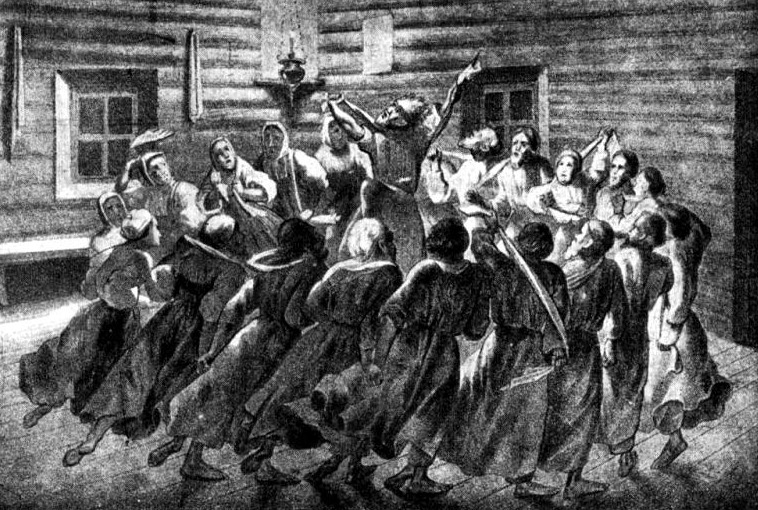
Raffigurazione di un rituale estatico dei Chlysty

Nei primi mesi del 1912, le accuse contro Rasputin si moltiplicarono: Germogen Dolganov disse che Rasputin avrebbe fatto meglio a stare lontano dalla famiglia reale e riprese le accuse di Tobol'sk; Iliodor suggerì che Rasputin fosse divenuto l'amante della zarina e come prova di ciò presentò al ministro dell'interno, Makarov, una borsa di lettere di cui una scritta dalla zarina e quattro scritte dalle figlie.
Le lettere, consegnate o rubate, furono presentate allo zar dal primo ministro Kokovcov il quale chiese a Nicola II di esiliare Rasputin a Tobol'sk; lo zar, tuttavia, temendo che le condizioni del figlio peggiorassero durante l'esilio del monaco, rifiutò. Allora, il primo ministro offrì a Rasputin 200 000 rubli a patto che lasciasse la capitale (somma pari a circa 2,4 milioni di dollari attuali) e impose ai giornali di non accostare il nome dell'imperatrice a quello del monaco; quando, nel maggio dello stesso anno, Rasputin partì per Pokrovskoe, era ormai divenuto uno dei personaggi più odiati dell'impero.
Non vi sono prove che Rasputin sia stato un membro attivo dei Chlysty, ma parrebbe che abbia accettato alcune loro credenze, come quella secondo cui il peccato fosse parte della redenzione: una delle pratiche della setta era conosciuta come "esultanza" (радение), un rito che cercava di superare impulsi sessuali umani impegnandosi in attività sessuali di gruppo.
In ogni caso va ricordato che la base dei sospetti contro Rasputin era la sua abilità nel ballo, nonché la denuncia di aver fatto bagni in comune con donne, pratica che, sebbene ritenuta sconveniente nella Russia europea, era assai comune presso i contadini della Siberia; inoltre, la recente scoperta di nuovi documenti sembrerebbero ridimensionare le voci di dissolutezza che, a loro tempo, offuscarono non poco l'immagine pubblica di Rasputin.
Successivamente, a seguito di un incidente capitato allo zarevic, Rasputin riguadagnò influenza a corte, ma in ogni caso i suoi rapporti con le gerarchie ecclesiastiche e gli ambienti politici rimasero tesi. Il ruolo di "intermediario" tra la famiglia reale e la chiesa ortodossa non fu mai convalidato ufficialmente da quest'ultima: l'ordinazione di Rasputin a prete fu respinta, il Santo Sinodo non mancava di criticarlo per pratiche viziose o eretiche e, infine, alla messa per la celebrazione dei 300 anni di dominio dei Romanov il 21 febbraio del 1913, Rodzjanko espulse Rasputin dalla Cattedrale di Kazan'.
Il comportamento di Rasputin fu spesso oggetto di discussioni nella IV Duma, tanto che, nel marzo del 1913, gli Ottobristi (fedeli alla monarchia), sotto la guida di Aleksandr Gučkov, istituirono una commissione di indagine; l'iniziativa, naturalmente, fu ferocemente ostacolata dalla zarina e lo zar, timoroso di scandali, chiese a Rasputin di partire per la Siberia fino a quando le indagini non si fossero concluse o si fossero arenate, come in effetti accadde.
Nel dicembre dello stesso anno Rasputin e la moglie furono invitati al Palazzo di Livadija e, il 29 gennaio 1914, Nicola II sostituì il primo ministro, Vladimir Kokovcov, uno dei maggiori oppositori di Rasputin, con il debole Ivan Goremykin.

#### Tentativo di assassinio

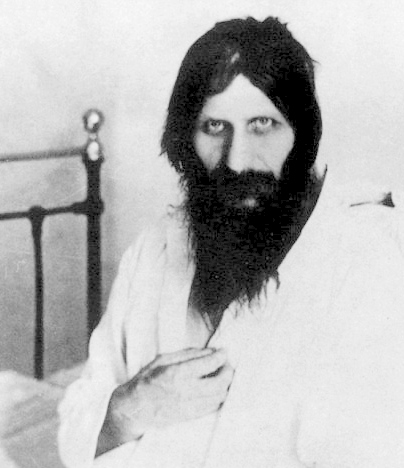
Rasputin all'ospedale dopo il tentato assassinio

Agli inizi del 1914, ormai influente personaggio nelle vicende politiche russe, Rasputin decise di visitare il suo villaggio natio di Pokrovskoe, per rivedere il padre e aiutarlo nei lavori agricoli. Intorno alle 15:00 del 29 giugno Rasputin uscì di casa per rispondere a un telegramma; al rientro nell'abitazione fu improvvisamente attaccato da una donna con il volto nascosto da un fazzoletto nero; la donna, Chionija Guseva, lo pugnalò allo stomaco, appena sopra l'ombelico. Sebbene colpito, Rasputin ebbe modo di scappare e di prendere un bastone da terra con cui riuscì a tramortire l'assalitrice; coperto di sangue, fu portato nella sua casa ove, verso mezzanotte, ricevette le prime cure dal medico del più vicino villaggio.
Dopo le prime cure Rasputin fu portato al più vicino ospedale, dove ricevette assistenza dal medico personale della famiglia reale; dimesso il 17 agosto 1914, a metà settembre raggiunse San Pietroburgo. L'attentato (in cui credeva di rinvenire la mano del suo avversario Iliodor) lasciò effetti profondi in Rasputin: egli iniziò a bere vino georgiano o di Crimea ed evitò al massimo gli incontri pubblici, specialmente in ristoranti e luoghi affollati.
A seguito dell'attentato Guseva fu rinchiusa in manicomio; Iliodor fuggì all'estero (ove scrisse un libro di memorie), evitando l'arresto e il processo in cui, sebbene fosse stato accusato dal procuratore d'istigazione all'omicidio, non fu mai condannato. A questo punto la maggior parte dei nemici di Rasputin era ormai scomparsa: Stolypin era morto, il conte Kokovcov aveva perso ogni incarico governativo, Feofan di Poltava fu esiliato, Germogen illegalmente bandito e Iliodor era fuggiasco all'estero.
Un altro tentativo di assassinio di Rasputin avvenne una sera a una festa dove erano presenti tutti i rappresentanti della politica russa dell'epoca. A un certo punto un rappresentante della Duma si alzò e gli puntò una pistola a tamburo, accusandolo del degrado nel quale si trovava la capitale. Rasputin lo invitò a premere il grilletto: la pistola fece cilecca; allora Rasputin lo invitò a sparare di nuovo, e la pistola fallì di nuovo; a quel punto Rasputin prese la pistola che gli era puntata e che aveva fallito il colpo due volte, la puntò in aria e sparò: con stupore di tutti i presenti il colpo partì. Questo episodio fece velocemente il giro della capitale, e cominciò a diffondersi la fama che Rasputin fosse immortale, anche se è probabile che l'attentatore fosse stato un complice dello stesso.

#### Incidente al ristorante Jar

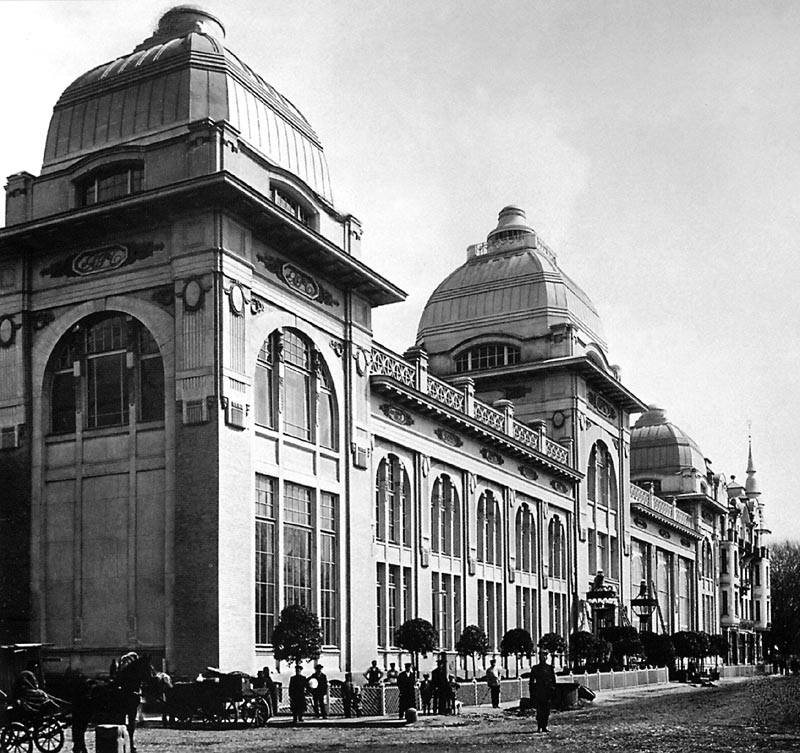
Il vecchio "Ristorante Jar" nel 1910, foto di Adolph Erichson

Tenuto sotto sorveglianza sin dal 1908, Rasputin fu sottoposto a una vigilanza continua dall'ottobre del 1914 da parte di due gruppi di agenti (uno dei quali sotto copertura) che facevano direttamente riferimento al capo della polizia, Stepan Petrovič Beleckij, il quale inviava i propri rapporti direttamente allo zar; tali rapporti, tuttavia, assai spesso erano modificati dalla polizia segreta, i cui membri erano assolutamente ostili a Rasputin e desideravano screditarlo in ogni modo.
Tra questi rapporti spicca la vicenda del ristorante Jar: la sera del 26 marzo del 1915, Rasputin, appena tornato a Mosca, cenò al ristorante Jar, si ubriacò e mostrò in pubblico i propri genitali di fronte a un gruppo di ragazze gitane che cantavano nel locale. Tale vicenda resta controversa non solo per il fatto che il rapporto originale è mancante, ma anche per il fatto che diversi storici ritengono sia stata inventata di sana pianta da Vladimir Džunkovskij al fine di screditare Rasputin. Nel mese di giugno, dopo un'indagine, il capo della polizia, Beleckij, appurò che Rasputin non aveva mai visitato il ristorante.

### Rasputin e la guerra

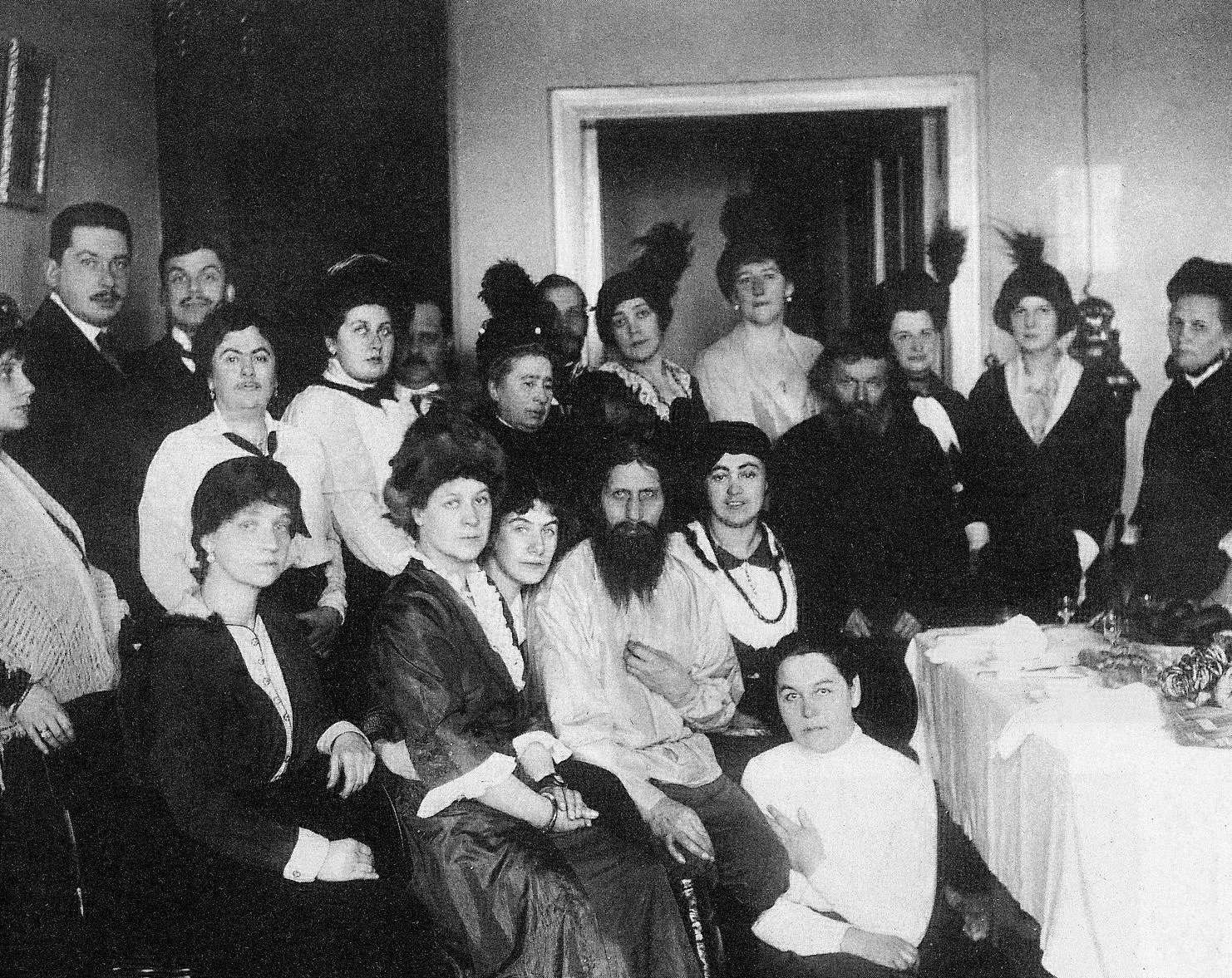
Rasputin circondato da un gruppo di visitatori nel suo appartamento di San Pietroburgo. Tra i suoi clienti figuravano notissimi membri del governo e dell'alta società russa. La terza nobildonna in piedi, partendo da sinistra, è Anna Vyrubova, intima amica e confidente della zarina Aleksandra.

#### Il conflitto mondiale
Nei primi mesi del 1914, la situazione politica internazionale peggiorò a tal punto che già nel maggio si diffusero le voci di una futura mobilitazione; Rasputin, assolutamente ostile alla guerra, ne ebbe sentore dall'ospedale e inviò due telegrammi alla corte affermando che "Se la Russia va in guerra, sarà la fine della monarchia, dei Romanov e delle istituzioni russe".
Dopo l'omicidio dell'arciduca Francesco Ferdinando d'Asburgo, nel corso della crisi di luglio, lo zar decretò prima la mobilitazione parziale, poi quella completa; il 1º agosto, la Germania dichiarò guerra alla Russia, il 6 agosto l'Austria-Ungheria seguì l'esempio tedesco: iniziava così la prima guerra mondiale.
Il conflitto, che la corte aveva previsto breve, si rivelò estremamente più sanguinoso e presto divenne insostenibile per l'economia di un paese dissestato quale era l'Impero russo: le sconfitte in Prussia Orientale e l'aumento dell'inflazione, provocarono rivolte popolari; il 16 maggio 1915, a Mosca, una folla inferocita reclamò che l'imperatrice, di origini tedesche, fosse immediatamente spedita in un convento.
La situazione peggiorò ulteriormente quando, a seguito di una grave carenza di armi e munizioni (dovuta all'insufficiente produzione industriale interna e alle inefficienze del sistema di trasporto), il comando supremo ordinò di abbandonare le posizioni in Polonia; il 23 agosto dello stesso anno, lo zar decise di assumere personalmente il comando militare al fronte.
La decisione, sostenuta dalla zarina e da Rasputin, fu aspramente contestata tanto dagli altri membri della famiglia quanto dai ministri che erano concordi nel ritenere la zarina Aleksandra del tutto incapace di tenere le redini del governo.
In seguito alla decisione e alle controversie, Nicola II sostituì tutti i ministri e i funzionari che riteneva ostili a lui o alla guerra; inoltre, respinse la proposta del Blocco Progressista (insieme di monarchici conservatori e liberali costituzionali) di concedere maggiori poteri alla Duma (come quello di attribuire la fiducia al governo), anzi, la sospese fino al 9 febbraio del 1916; per descrivere la situazione politica, Vasilij Maklakov pubblicò un articolo in cui descriveva la Russia come un veicolo senza freni guidato da un pazzo lungo uno stretto sentiero di montagna.

#### Governo

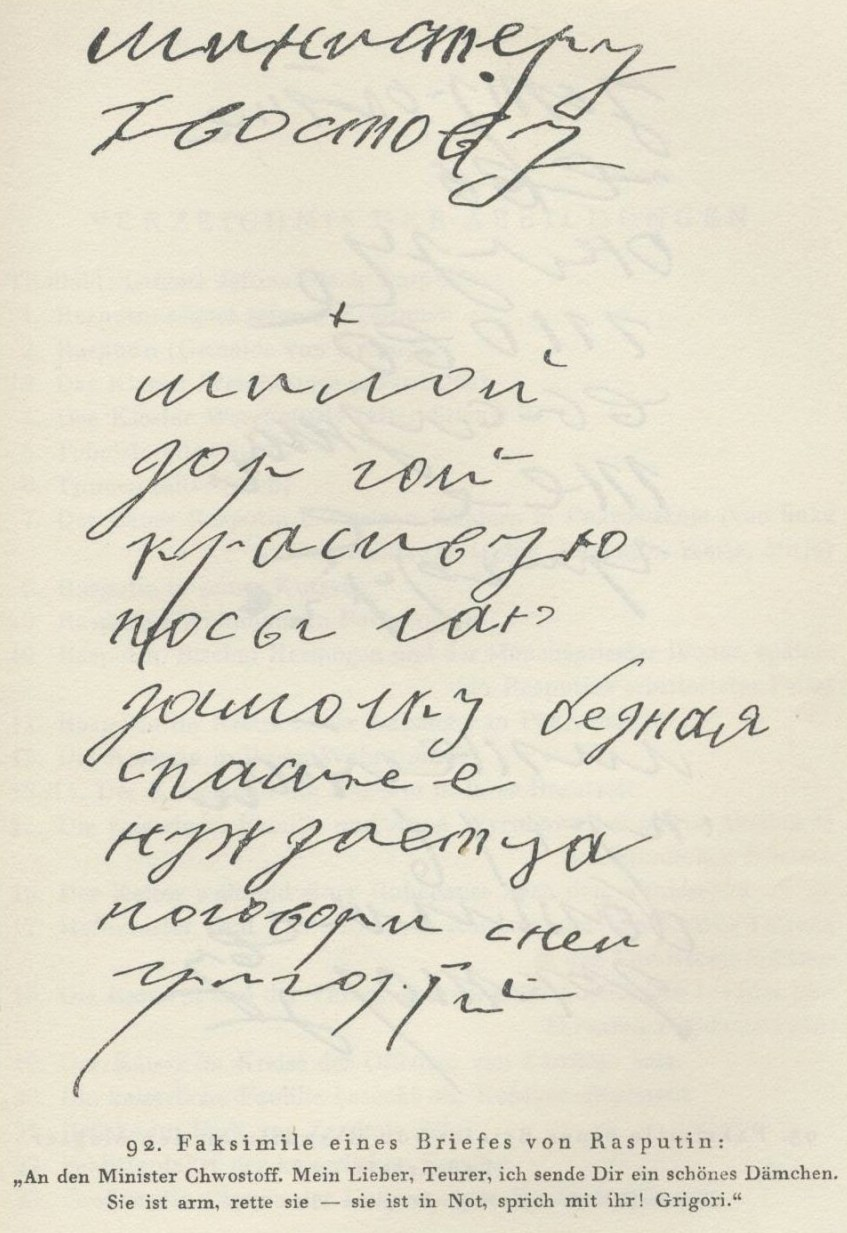
Lettera manoscritta di Rasputin diretta al ministro dell'interno Aleksej Chvostov

Dopo la Rivoluzione del 1905, il Consiglio dei ministri divenne cuscinetto tra l'imperatore, depositario dei poteri esecutivi, e la Duma di Stato, titolare di un parziale potere legislativo; tale equilibrio, tuttavia, era assai precario dal momento che anche le forze politiche moderate e conservatrici come i Cadetti e gli Ottobristi, la cui fede monarchica non era in discussione, anelavano alla creazione di una vera e propria monarchia parlamentare e vedevano in Rasputin, tenace fautore dell'autocrazia, un avversario da distruggere.
Prima della partenza dello zar per Mogilëv, l'influenza di Rasputin sugli affari pubblici era stata debole e sporadica; le cose cambiarono quando la zarina Aleksandra assunse la reggenza. Già il 19 agosto, il principe Vladimir Orlov, che aveva criticato su un giornale il rapporto stretto tra l'imperatrice e Rasputin, e Vladimir Džunkovskij (responsabile dell'incidente del ristorante Jar), furono costretti a dimettersi da tutti gli incarichi; lo zar, inoltre, impose nuove restrizioni alla libertà di stampa e stabilì che il rapporto tra la moglie e Rasputin sarebbe stato considerato come un affare privato della famiglia imperiale.
Il 24 agosto, temendo che la partenza dello zar avrebbe aumentato l'influenza di Rasputin sulla zarina, già di per sé ostile all'assemblea, il partito dei Cadetti, gli Ottobristi e numerosi deputati nazionalisti si unirono nel Blocco Progressista e riuscirono a ottenere la nomina di Samarin, ostile a Rasputin, come membro del Santo Sinodo; tale mossa, tuttavia, non sortì alcun effetto poiché la zarina decise di richiamare Rasputin dalla Siberia.
I timori della Duma divennero presto realtà: con la partenza dello zar per il fronte, nacque un vero e proprio rapporto simbiotico tra l'imperatrice e Rasputin in cui il secondo consigliava la prima su ogni questione mediante telefonate giornaliere e incontri settimanali, anche grazie al tramite della dama di compagnia dell'imperatrice, Anna Vyrubova. In merito, Pierre Gilliard affermò che i desideri dell'imperatrice venivano interpretati da Rasputin i cui consigli avevano, agli occhi di lei, la sanzione e l'autorità di una rivelazione; lo zar, che pure fino ad allora era stato immune all'influenza di Rasputin, non poté allontanarlo dall'imperatrice semplicemente perché, se fosse successo qualcosa allo zarevic Aleksej, lo avrebbe ritenuto responsabile della morte del figlio.
Ben presto l'influenza dell'imperatrice e di Rasputin sugli affari di Stato divenne tale che influirono sulle scelte militari in merito alla difesa della piazzaforte di Riga nonché sulla nomina del primo ministro: infatti, nel gennaio del 1916, dopo le dimissioni di Ivan Goremykin, fu nominato Boris Štjurmer, amico di Rasputin, che fu preferito al ministro dell'interno Aleksej Chvostov, il quale era da tempo divenuto avversario di Rasputin; solo la presenza dello zar alla seduta di insediamento del nuovo primo ministro (primo e unico caso) impedì che la Duma lo fischiasse pubblicamente.
Poco dopo, Aleksej Chvostov, ancora all'interno, ideò un complotto con il capo della polizia, Beleckij e forse anche con Iliodor, per sbarazzarsi definitivamente di Rasputin, accusato di essere una spia dei tedeschi.
L'ipotesi che Rasputin fosse una spia al soldo dei tedeschi appare assai fragile: certamente, è plausibile che attorno a Rasputin vi fossero persone interessate ad acquisire informazioni strategiche ma va aggiunto anche che Rasputin stesso non si interessava di danaro e lo donava non appena lo otteneva; spesso faceva vaste elemosine, e si interessò attivamente a piani di approvvigionamento di cibo dalla Siberia per Mosca e la capitale.
Avendo avuto sentore del complotto, Rasputin si rivolse ad Aleksandr Spiridovič, capo della polizia di palazzo e convinse l'imperatrice a bandire il ministro dell'interno Aleksej Chvostov e a nominare al suo posto Stürmer che, così, deteneva tanto l'ufficio di primo ministro tanto quello di ministro dell'interno; il capo della polizia, Beleckij, in procinto di essere sostituito, si salvò quando la vicenda fu pubblicata da un giornale; l'abile ministro della guerra, Aleksej Polivanov, che nei suoi pochi mesi di ufficio aveva determinato un recupero di efficienza dell'esercito russo, fu rimosso e sostituito da Dmitrij Šuvaev.
Nei mesi seguenti la situazione militare s'indebolì ancora di più a seguito delle pesanti perdite subite nel corso dell'offensiva del lago Narač; Rasputin chiese all'imperatrice di consigliare allo zar di non attraversare i Carpazi e, quando lo zar decise di autorizzare l'offensiva Brusilov, Aleksandra chiese la benedizione di Rasputin per fermarla.
Il 14 settembre, a seguito di un nuovo cambio ministeriale, l'imperatrice nominò all'interno Aleksandr Dmitrievič Protopopov, conservatore, debole di carattere, amico di Rasputin e come lui, strenuo pacifista: la sua nomina e, ancor di più, i suoi tentativi di attuare contatti con i tedeschi (per il tramite di una missione diplomatica in Svezia) mentre costoro avevano deciso di costituire un Regno di Polonia indipendente indignarono gran parte del parlamento e della società, sempre più convinta dell'esistenza di "forze oscure" che cospiravano con Rasputin, la zarina e i tedeschi contro gli interessi della nazione.

#### La crisi dello Stato zarista
Il primo novembre 1916, il deputato Pavel Miljukov tenne un durissimo discorso di condanna alla Duma in cui affermò testualmente che Rasputin fosse al centro di forze oscure atte a creare fallimenti e disordini nell'azione di Stato e che le politiche del Primo ministro Boris Stjurmer avrebbero isolato il paese dagli alleati, impedendo ogni possibilità di vincere il conflitto; subito, tale discorso fu diffuso in volantini che vennero distribuiti alla nazione e il governo chiese allo zar lo scioglimento del parlamento.
La richiesta del governo di sciogliere la Duma, caldeggiata anche dall'imperatrice e da Rasputin, fu contestata però dall'ambasciatore britannico, Buchanan, oltre che dai granduchi Aleksandr Michajlovič Romanov e Georgij Michajlovič Romanov il secondo dei quali tentò di convincere lo zar a concedere una costituzione e a togliere ogni influenza politica a Rasputin prima che fosse troppo tardi mentre il granduca Nikolaj Michajlovič Romanov, il principe Georgij Evgen'evič L'vov e il generale Michail Vasil'evič Alekseev fecero, invano, pressioni per indurre lo zar a spedire l'imperatrice lontano da corte, a Jalta, o nel Regno Unito.
Il 19 novembre, il deputato Vladimir Mitrofanovič Puriškevič accusò apertamente il governo di germanofilia e di tradimento aggiungendo che l'influenza di Rasputin sull'imperatrice fosse deleteria e che un mužik analfabeta non potesse governare la Russia; di fatto, secondo le parole di Radzinskij, i ministri erano stati trasformati in marionette, i cui fili erano stati presi saldamente in mano dalla zarina Aleksandra, tedesca estranea al popolo, e da Rasputin, vero e proprio genio del male.

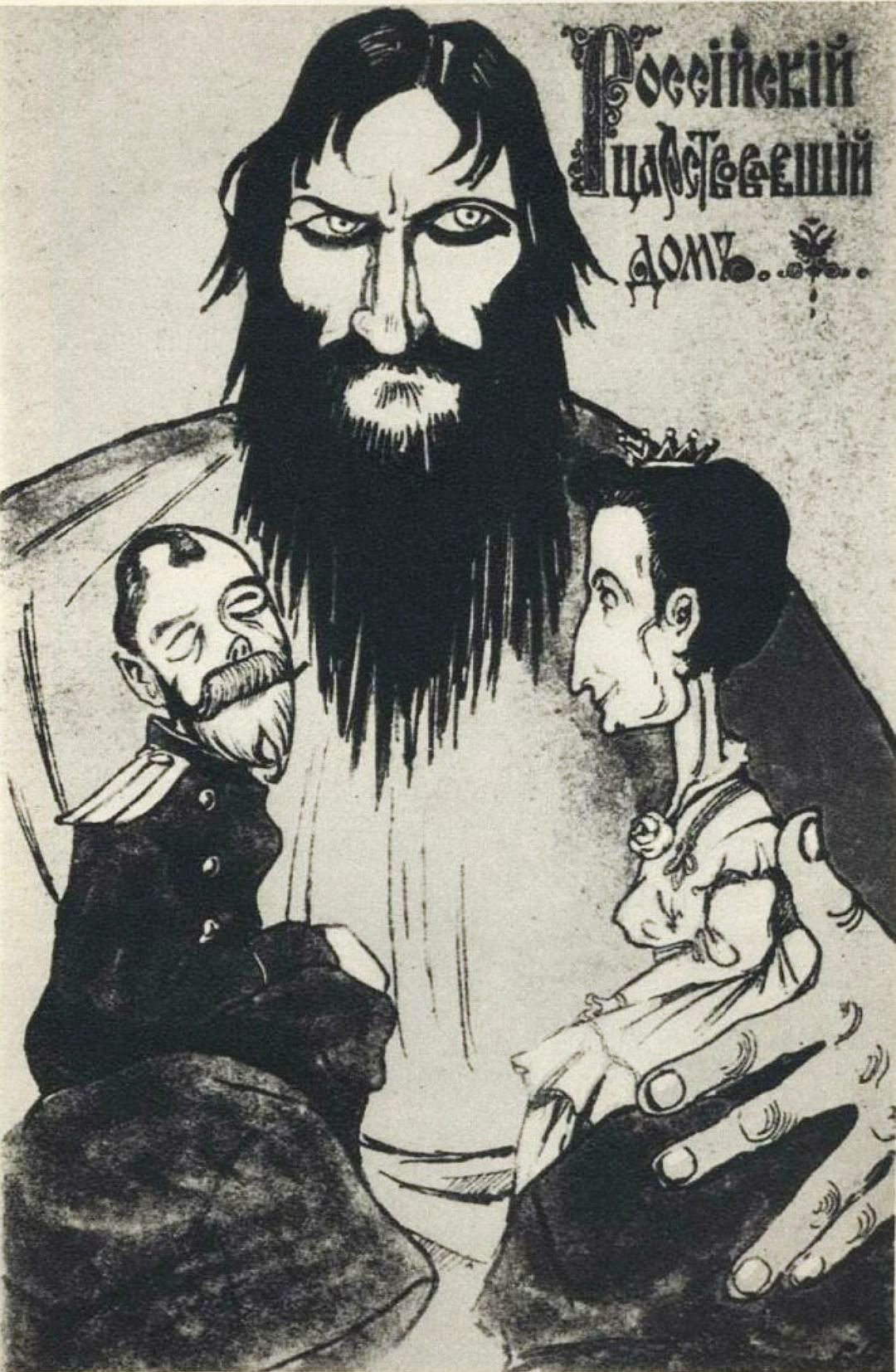
Rasputin e la coppia imperiale; caricatura anonima (1916)

Dopo il discorso, Puriškevič dovette rinunciare al seggio parlamentare ma in ogni caso riuscì a ottenere l'amicizia e il supporto del principe Feliks Jusupov, la cui moglie era nipote dello zar, del granduca Dmitrij Pavlovič Romanov e di Sergej Michajlovič Suchotin, membro della guardia imperiale, i quali erano un gruppo di conservatori estremi e iniziarono a progettare l'omicidio di Rasputin in modo da salvare la dinastia dalla sua nefasta influenza.
Con un governo sempre più debole, la Duma richiese profonde riforme costituzionali, ma lo zar e la zarina si opposero duramente tanto alla Duma quanto ai consigli che sempre più numerosi provenivano dai membri della casa reale.
Considerando l'intransigenza dello zar e della moglie, diversi politici e militari (tra di essi Aleksandr Gučkov, Kerenskij, Aleksandr Konovalov, Nikolaj Nekrasov e Michail Tereščenko) valutarono l'ipotesi di un colpo di Stato militare al fine di costringere Nicola II ad abdicare in favore del figlio, Aleksej, avendo il granduca Michail Aleksandrovič Romanov, fratello dello zar, come reggente; tuttavia, il granduca Nikolaj Romanov, comandante in capo del fronte del Caucaso, affermò che l'esercito non avrebbe mai appoggiato un colpo di Stato e dunque l'iniziativa cadde.

#### Trepov e Protopopov
Il 10 novembre, a seguito delle pressioni della Duma, lo zar nominò primo ministro Aleksandr Trepov, fautore della prosecuzione del conflitto nonché di una riforma della costituzione sul modello inglese, il quale, allo scopo di ridurre l'influenza di Rasputin e dell'imperatrice, decise di rimuovere il ministro dell'interno Aleksandr Protopopov, notoriamente vicino ai due; tale mossa, tuttavia, fu impedita dalla zarina Aleksandra, la quale prese la decisione di raggiungere personalmente il marito allo Stavka mentre Rasputin e Anna Vyrobova inviarono ben cinque telegrammi per far pressione a vantaggio dell'imperatrice.
Nel frattempo, continuarono i contatti per raggiungere una pace di compromesso con gli Imperi Centrali ma tali trattative non incontrarono quasi nessun consenso: infatti, quando il ministro degli esteri, Pokrovskij, relazionò alla Duma che non sarebbe mai stata firmata una pace separata, il discorso ricevette applausi dall'intero emiciclo.
Non essendo riuscito a sbarazzarsi di Protopopov, Trepov cercò di corrompere Rasputin offrendogli una notevole quantità di danaro, una guardia del corpo e una dacia in Siberia a condizione di rinunciare a ogni influenza politica.
Temendo di morire, Rasputin, consapevole dell'ostilità di Trepov, decise di evitare di uscire di casa anche se non risulta probabile che abbia bruciato la corrispondenza e abbia trasferito il proprio danaro sui conti correnti delle figlie.
Venerdì 16 dicembre, le sessioni della Duma furono rinviate; Rasputin, fece la sua ultima uscita prima dell'omicidio andando alla sauna: da quel giorno solo sette persone visitarono il suo appartamento tra cui Anna Vyrubova che gli regalò una piccola icona, autografata sul retro dalla zarina e dalle figlie e il ministro dell'interno, Protopopov, che supplicò Rasputin di non uscire con Jusupov.

### La morte

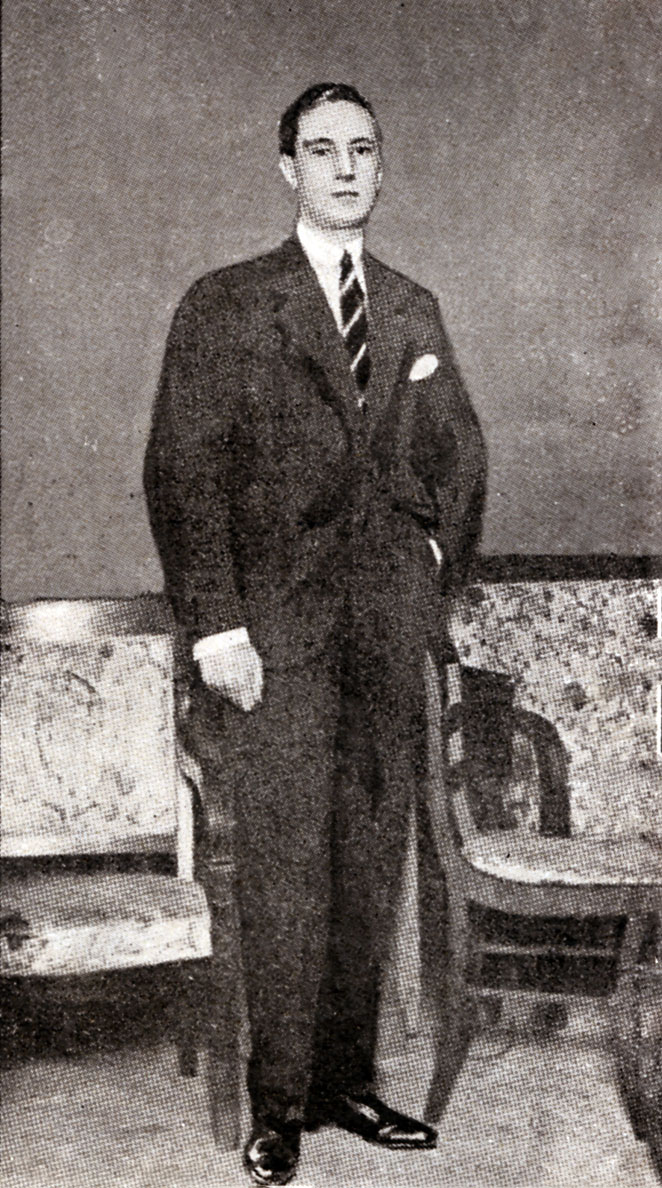
Feliks Jusupov

Negli ultimi mesi del 1916, Feliks Jusupov fece in modo di acquisire la fiducia di Rasputin invitandolo di frequente nel proprio palazzo a San Pietroburgo sotto il pretesto di aver bisogno della sua consulenza per poter domare i propri impulsi omosessuali; inoltre, al fine di assicurarsi la presenza del monaco a Palazzo, gli fece credere che la propria moglie, principessa Irina Aleksandrovna (che Rasputin aveva espresso il desiderio di conoscere) sarebbe rientrata prima dalla sua visita in Crimea.

#### L'omicidio
Nella notte tra venerdì 16 e sabato 17 dicembre (calendario giuliano), Jusupov, accompagnato dal dottor de Lazovert, si recò all'appartamento di Rasputin. Verso l'una di notte, i tre giunsero a Palazzo Jusupov, dove Rasputin fu accompagnato in una stanza del seminterrato recentemente restaurata e insonorizzata; inoltre, erano state preparate quattro bottiglie di vino dolce. I cospiratori, invece, attendevano nella sala da disegno del palazzo: erano il granduca Dmitrij Pavlovič, il deputato Vladimir Mitrofanovič Puriškevič, l'assistente medico Stansilatus de Lazovert; Suchotin, un amico della madre di Feliks Jusupov, giunse insieme con due dei cognati del principe Jusupov, il principe Fëdor Aleksandrovič Romanov e il principe Nikita. È controverso se fossero presenti donne o se fossero state invitate per l'evento.

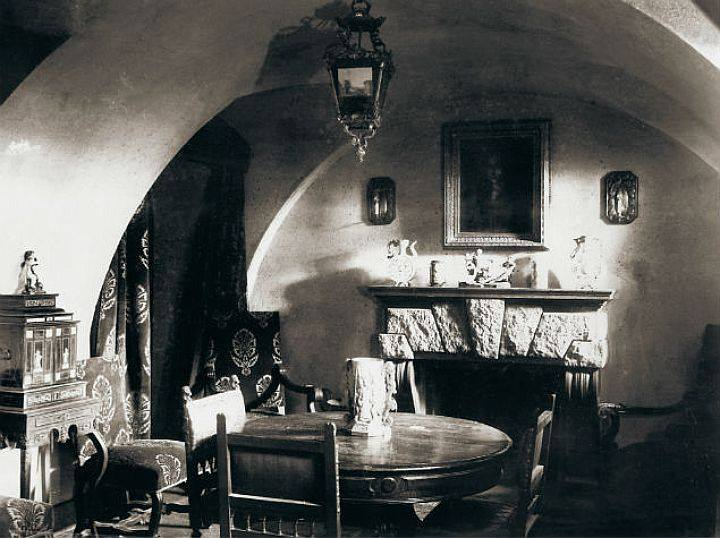
Seminterrato del Palazzo Yusupov, teatro dell'omicidio di Rasputin

Nelle sue memorie, Jusupov offrì il tè a Rasputin insieme con un buon numero di petit four al cui interno era stata aggiunta una gran quantità di cianuro. Poi, su richiesta dello stesso Rasputin, suonò la chitarra e cantò due ballate gitane; infine, Jusupov impegnò Rasputin in una conversazione in merito al ruolo politico dell'imperatrice Aleksandra. Intanto, secondo la testimonianza di Puriškevič, Jusupov offrì diverse bottiglie di vino provenienti dalla propria riserva privata; dopo un'ora Rasputin parve abbastanza ubriaco, ma ancora non dava segnali di avvelenamento: timoroso che potesse sopravvivere fino al giorno dopo, Jusupov salì al piano di sopra (secondo la testimonianza di Puriškevič, almeno tre volte) per consultarsi con gli altri congiurati, finché non si decise di sparare a Rasputin. Sceso nuovamente insieme con Dmitrij, Feliks sparò colpendo Rasputin nell'addome, tra lo stomaco e il fegato, per poi risalire al piano di sopra.
Quando ridiscese per controllare il corpo, pare che Rasputin abbia riaperto gli occhi e si sia avventato contro Jusupov, per poi lanciarsi verso le scale e tentare di uscire dal Palazzo. Allarmato dal rumore, Puriškevič scese al piano inferiore e sparò ripetutamente a Rasputin: uno dei proiettili penetrò il rene destro e si conficcò vicino alla spina dorsale. Rasputin cadde a terra sulla neve, appena fuori dalla porta.
In uno stato di totale parossismo, Jusupov sparò alla vittima nell'occhio destro: questo proiettile fu fatale, e Rasputin morì nel giro di venti minuti.

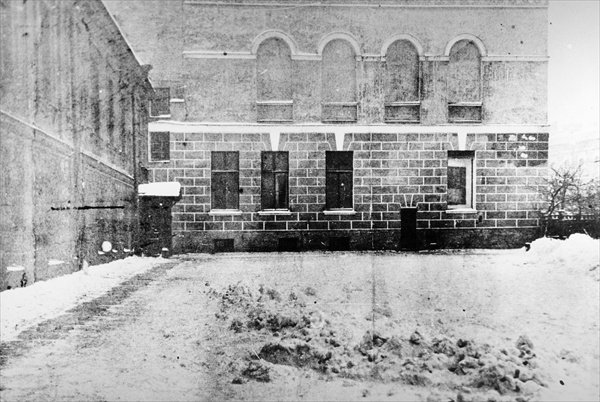
Foto dell'appartamento privato di Felix Jusupov sul lato orientale del palazzo: la porta tra la prima e la seconda finestra sulla destra porta al seminterrato dove fu ucciso Rasputin

A questo punto, due poliziotti in servizio nella città, sentiti gli spari e avendo visto il via vai di autoveicoli, s'insospettirono: uno di loro prima interrogò senza esito il maggiordomo di Jusupov, poi si avvicinò al palazzo. Puriškevič si vantò di aver ucciso Rasputin e chiese al poliziotto di non rivelare la notizia ai superiori, i quali però furono naturalmente informati dall'ufficiale.

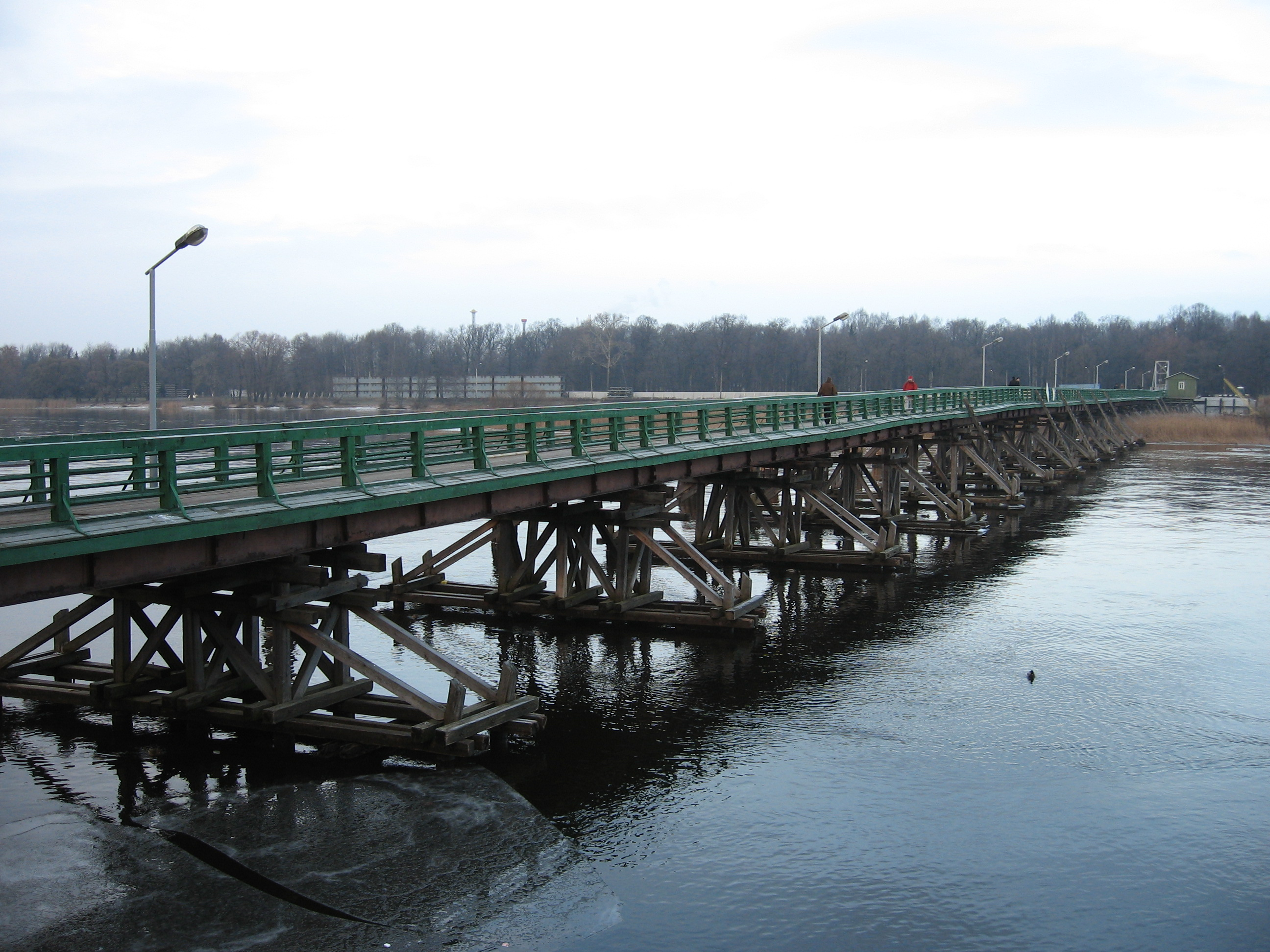
Il ponte Bol'šoj Petrovskij da cui i congiurati gettarono il cadavere di Rasputin nel fiume Malaja Nevka

Dopo aver scartato l'idea di bruciare il corpo (come avevano invece precedentemente pianificato), i cospiratori si diressero verso l'Isola Krestovskij usando l'auto di Puriškevič e gettarono il cadavere oltre il parapetto, in un buco nel ghiaccio che ricopriva il fiume Malaja Nevka.

#### Ritrovamento del corpo e autopsia
Alle 8:00 della mattina seguente, la polizia si presentò all'appartamento di Rasputin e chiese alle figlie dove fosse il padre; dopo tre ore di attesa, la scomparsa fu segnalata ad Anna Vyrubova la quale avvisò l'imperatrice, sottolineando come la principessa Irina fosse assente da Pietroburgo. A quel punto il ministro dell'interno, Aleksandr Dmitrievič Protopopov, menzionò il racconto del poliziotto e apparve presto chiaro come Rasputin fosse stato attirato in un'imboscata.
Su ordine dell'imperatrice, fu disposta un'inchiesta la quale provvide immediatamente a controllare l'appartamento, il conto in banca e la corrispondenza di Rasputin per poi concentrare la propria attenzione su alcune macchie di sangue rinvenute presso una porta secondaria di Palazzo Jusupov. Il principe Felix cercò di spiegare le macchie di sangue affermando che nel corso di una festa di benvenuto, tenuta la sera prima, uno dei suoi cani era stato ferito; quanto al comportamento tenuto da Puriškevič, disse che la sera precedente aveva parlato sotto effetto di alcolici; chiese, inoltre, un'udienza presso l'imperatrice ma la zarina si limitò a dire che avrebbe potuto spiegare l'accaduto tramite una lettera. Lo zar, avvisato dalla moglie, decise di ritornare nella capitale.
Alle 22:00 della sera stessa, Puriškevič, dopo aver aiutato i principi Feliks e Dmitrij nella stesura della lettera, lasciò la città. Il giorno seguente, fu provato che il sangue rinvenuto era umano e il principe Jusupov e il granduca Dmitrij furono posti agli arresti domiciliari.

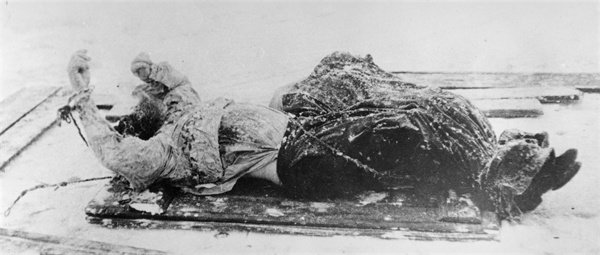
Il cadavere di Rasputin adagiato su una slitta

Frattanto, nel pomeriggio, furono rinvenute tracce di sangue e uno stivale presso il Bol'šoj Petrovskij; lo stivale fu riconosciuto dalle figlie di Rasputin stesso e quindi la polizia riprese le indagini: la mattina del 19 dicembre, furono trovate la pelliccia e il corpo di Rasputin, circa 140 metri a ovest del ponte.
Nel tardo pomeriggio, il cadavere congelato fu portato nella più vicina camera mortuaria ove fu eseguita l'autopsia: si stabilì che Rasputin fu ucciso sul colpo dal terzo proiettile che, dopo aver lacerato il lobo frontale, era uscito nella parte posteriore del cranio; fu, inoltre, estratto il secondo proiettile (l'unico a non essere stato sparato a distanza ravvicinata) e fu esaminato il contenuto dello stomaco; non furono rinvenute tracce di acqua nei polmoni (segno, quindi, che Rasputin fosse già morto al momento di essere buttato dal parapetto) né di cianuro nello stomaco, fatto che fece dubitare molti dell'avvelenamento (la figlia di Rasputin, Maria, infatti, sostenne che il padre soffrisse di iperacidità e che evitasse i dolci). Infine, furono esaminate le ferite superficiali: quella all'occhio destro, compatibile con lo stivale, la frattura nasale e alla guancia, dovute probabilmente all'impatto o al grappino usato per trascinare il cadavere fuori dall'acqua.

#### Funerali

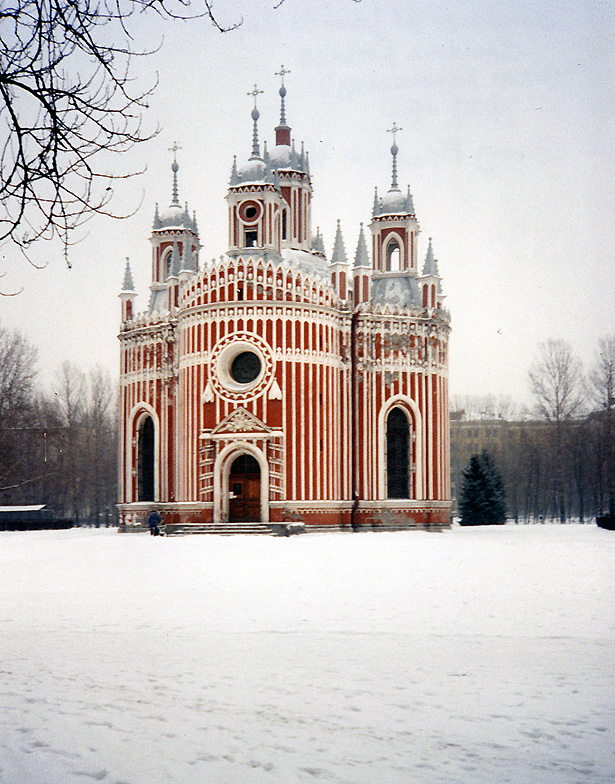
La chiesa di Cesme, luogo dei funerali

Il 21 dicembre il corpo di Rasputin, deposto in una bara di zinco, fu portato alla chiesa di Cesme: alle 8:45 del mattino fu attuata la sepoltura alla quale assistettero la famiglia imperiale (tranne lo zarevič Alessio), Anna Vyrubova, la sua domestica, alcuni amici di Rasputin e la figlia Maria.
Su richiesta del granduca Aleksandr Michajlovič Romanov, suocero del principe Jusupov, lo zar escluse la possibilità di un processo e decise di inviare il granduca Dimitri e il principe Jusupov in esilio (Puriškevič era già sulla strada per il fronte).

#### Considerazioni
Il rapporto ufficiale della polizia, le cui indagini durarono non più di due giorni, non è generalmente considerato pienamente soddisfacente; gli stessi racconti dei protagonisti, in particolare di Feliks Jusupov e Vladimir Puriškevič, differiscono in diversi punti e più volte sono stati modificati; lo stesso movente non è ancora ben chiaro: infatti, Jusupov, nel 1917, aveva motivato l'assassinio di Rasputin esclusivamente per patriottismo, per rimuovere dal potere una persona che aveva avuto nefaste conseguenze sull'andamento bellico, ma in seguito, nel 1965, affermò di aver agito poiché spinto dall'avversione per le dissolutezze di Rasputin.
Inoltre, i racconti differiscono sia in merito al colore della maglia indossata da Rasputin, sia in merito all'arma del delitto, alla macchina usata per trasportare il corpo e anche sul luogo in cui fu ritrovato; né Jusupov, né Puriškevič hanno menzionato il quarto colpo, diretto alla nuca.
Quanto alla scelta della data, essa non sembra essere casuale: infatti, sia il granduca Dmitrij sia Puriškevič erano appena tornati dal fronte; poi, il fatto che Rasputin fosse stato assassinato la sera stessa in cui era cominciata la pausa della sessione parlamentare della Duma, suggerisce che l'omicidio fosse stato organizzato per la notte tra il 16 e il 17 dicembre (calendario giuliano) allo scopo di attenuare ogni clamore politico.
Infine, le indagini del 1916, condotte in modo frettoloso, non hanno misurato il calibro dei proiettili, anche se alcuni storici hanno rigettato l'ipotesi che i proiettili fossero di origine britannica e quindi forniti da ufficiali britannici del MI6 che intendevano rimuovere Rasputin la cui opposizione alla guerra era ben nota, ancorché sia ritenuto plausibile un coinvolgimento indiretto di Oswald Rayner, uno degli agenti di stanza nella capitale russa.
In conclusione, l'incompletezza delle indagini unita alla reticenza e alle contraddizioni nei racconti diversi degli stessi protagonisti e la sparizione di numerosi documenti avvenuta durante il periodo sovietico, hanno fatto sì che l'episodio della morte di Rasputin sia divenuto una vera e propria leggenda, uno scontro tra storia e finzione soggettiva.

#### Riesumazione e cremazione
In corrispondenza con l'abdicazione dello zar Nicola nel marzo del 1917, la salma di Rasputin venne riesumata dai bolscevichi, i quali ne cremarono i resti in modo che il suo luogo di sepoltura non potesse divenire meta di pellegrinaggio per i nostalgici della monarchia zarista.

## Discendenza

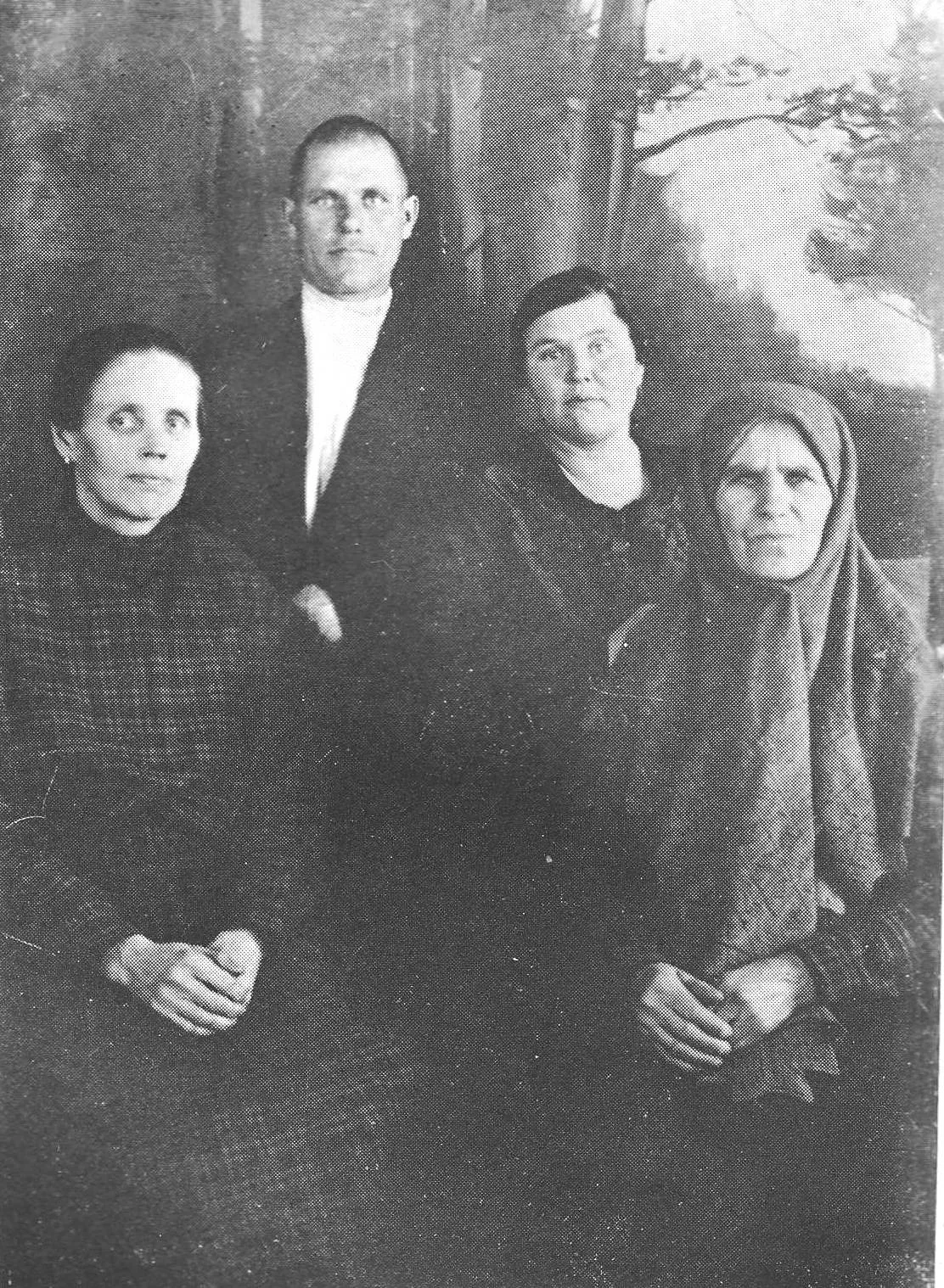
La vedova, il figlio, la figlia e la nuora

Con il riavvicinamento di Rasputin e la famiglia imperiale, le figlie Matrëna e Varvara si trasferirono prima a Kazan e poi, nel 1913, a San Pietroburgo, dove studiarono a scuola. Il figlio Dmitrij, debole di mente, non amava la vita di città e rimase come contadino nella fattoria di Pokrovskoe con la madre, che andava a San Pietroburgo solo una volta all'anno.
La famiglia di Rasputin affrontò la rivoluzione a Pietrogrado. Dopo il funerale, fu invitata dallo zar e disse alla vedova che stava assumendo i costi dell'istruzione e della vita delle figlie, ma non poté mantenere la sua promessa perché scoppiò la rivoluzione. La vedova e il figlio dovettero tornare a Pokrovskoe a causa delle minacce e per adire l'eredità, mentre le figlie rimasero a San Pietroburgo e non tradirono la famiglia imperiale quando furono arrestate e interrogate il giorno seguente dalle autorità governative. Si conserva ancora il misero inventario dei beni di Rasputin eseguito in presenza della vedova. La sua casa padronale, fatta costruire a due piani, venne acquisita dalla zarina. Nella primavera del 1918, quando Nicola II e la sua famiglia furono guidati attraverso il villaggio di Pokrovskoe fino all'esilio, Matrëna e Varvara erano sulla piattaforma per dire loro l'ultimo addio: la zarina realizzò così il suo sogno di vedere la patria di Rasputin come prigioniera. 
Dmitrij, che aveva prestato servizio nell'esercito imperiale (come portabarelle nel treno ospedale della zarina anziché rischiare di morire in prima linea al fronte) dal settembre 1915, tornò a Pokrovskoe dalla guerra dopo il colpo di Stato bolscevico, dove trascorse i difficili anni della guerra civile. Il 21 febbraio 1918 si sposò con Feoktista Ivanovna Pečerkinoj (1897/98-1933), dalla quale ebbe una figlia, Elizaveta Dmitrievna Rasputin.
Nel 1920 fu nazionalizzata tutta la casa e la fattoria di Dmitrij. Nel 1922, la vedova Praskov'ja, il figlio Dmitrij e la figlia Varvara vennero privati dei loro diritti di voto in quanto ritenuti "elementi dannosi" per la società sovietica.
Dopo essersi diplomata, Varvara tornò nel villaggio natale dal fratello. Sebbene anti-rivoluzionaria, nel 1919, fu costretta a lavorare come stenografa nell'amministrazione della giustizia locale per garantirsi un reddito, così da lasciare la Russia sovietica e trasferirsi a Parigi con la sorella. Dopo tutte le ordalie, a causa del nuovo lavoro malsano in un ufficio, morì sola di tifo o tubercolosi in un ospedale a Mosca nel 1925 e fu sepolta nel cimitero di Novodevichye, fino all'ignoto trasferimento durante la ristrutturazione sovietica del 1927.
Durante la repressione staliniana di cinquecento famiglie nel 1930, le restanti proprietà della famiglia furono confiscate dal governo sovietico. La vedova, il figlio e la nuora furono arrestati a Pokrovskoe dagli ufficiali del NKVD e deportati nei campi di lavoro forzato a Salechard, nel gelido circolo polare artico, dai bolscevichi. Praskov'ja morì di scorbuto durante il tragitto. Tre anni dopo, il 5 settembre 1933, morì di tubercolosi la nuora. Tre mesi dopo, il 16 dicembre 1933, anniversario della morte del padre, Dmitrij morì di dissenteria e il suo corpo fu cremato.
Matrëna, la figlia più amata, si sposò il 5 ottobre 1917 con Boris Soloviev, un fedele seguace di Rasputin e della famiglia imperiale, che aveva liberato lei e la sorella nel 1917, da cui ebbe due figlie: Tatyana e Maria. Nel 1920 si trasferì in Europa e, dopo la morte del marito nel 1926, lavorò come ballerina di cabaret e artista circense. Negli anni trenta si trasferì in USA, di cui acquisì la cittadinanza in seguito al matrimonio con Gregory Bernadsky nel marzo 1940. Si separò nel 1946 e lavorò negli impianti di difesa fino al suo pensionamento nel 1955. Morì il 27 settembre 1977 a Los Angeles, California, all'età di 79 anni.

## Nella cultura di massa

### Filmografia

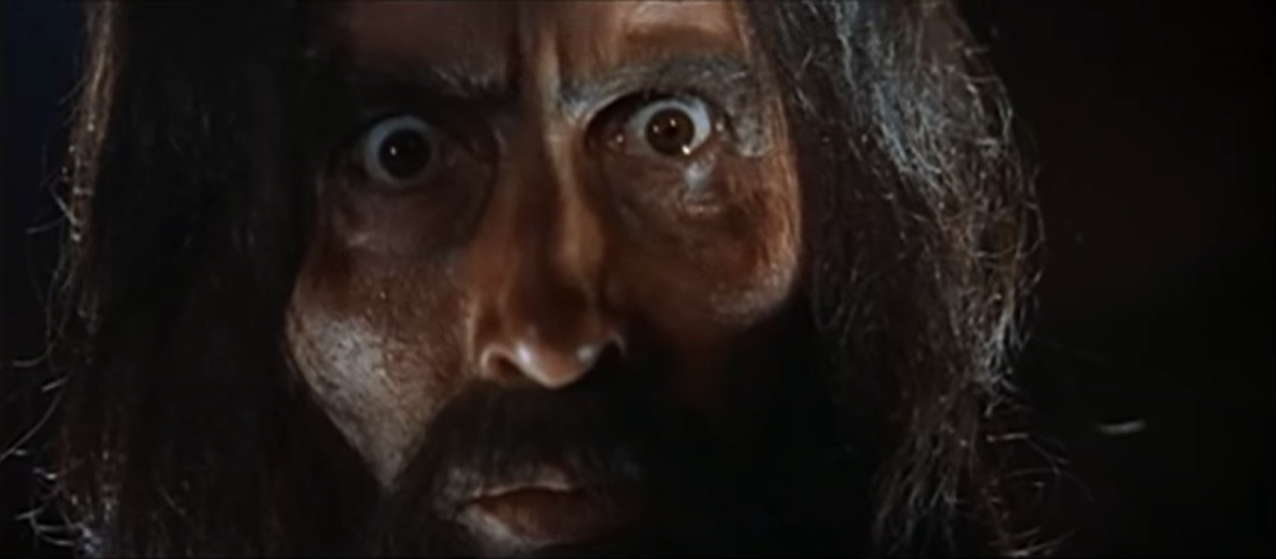
Rasputin, interpretato da Christopher Lee in Rasputin: il monaco folle

La figura di Rasputin e l'influenza da lui esercitata sulla famiglia imperiale russa hanno ispirato numerosi film fin dagli anni immediatamente seguenti alla sua morte. A interpretare il ruolo di Rasputin sono stati chiamati celebri attori di varia nazionalità, a cominciare da Conrad Veidt e Lionel Barrymore.
| Anno | Interprete                                    | Film                                                                                            |
| ---- | --------------------------------------------- | ----------------------------------------------------------------------------------------------- |
| 1917 | Edward Connelly                               | The Fall of the Romanoffs, film muto (USA), regia di Herbert Brenon                             |
| 1917 | Montagu Love                                  | Rasputin, the Black Monk, film muto (USA), regia di Arthur Ashley                               |
| 1918 | Fritz Hofbauer                                | Rasputin, film muto (Germania), regia di Herr Arno                                              |
| 1918 | Ernst Benzinger                               | Suchomlinow, film muto (Germania), regia di Kurt Matull                                         |
| 1926 | Max Neufeld                                   | Die Brandstifter Europas, film muto (Austria), regia di Max Neufeld                             |
| 1928 | Nikolai Malikoff                              | Rasputins Liebesabenteuer, film muto (Germania), regia di Martin Berger                         |
| 1932 | Conrad Veidt                                  | Rasputin, Dämon der Frauen, film (Germania), regia di Adolf Trotz                               |
| 1932 | Lionel Barrymore                              | Rasputin e l'imperatrice (Rasputin and the Empress), film (USA), regia di Richard Boleslawski   |
| 1938 | Harry Baur                                    | Rasputin (La tragédie impériale), film (Francia), regia di Marcel L'Herbier                     |
| 1954 | Pierre Brasseur                               | Rasputin (Rapoutine), film (Francia), regia di Georges Combret                                  |
| 1958 | Narciso Ibáñez Menta                          | Rasputin (Rasputín), film TV (Argentina), regia di Ernesto Mas                                  |
| 1966 | Christopher Lee                               | Rasputin: il monaco folle (Rasputin: The Mad Monk), film (UK), regia di Don Sharp               |
| 1966 | Herbert Stass                                 | Rasputin, miniserie TV (Germania Ovest), regia di Robert A. Stemmle                             |
| 1967 | Gert Frobe                                    | Addio Lara (J'ai tué Raspoutine), film (Francia), regia di Robert Hossein                       |
| 1971 | Robert Stephens                               | Rasputin, film TV (UK), regia di Alan Cooke                                                     |
| 1971 | Tom Baker                                     | Nicola e Alessandra (Nicholas and Alexandra), film (UK), regia di Franklin Schaffner            |
| 1974 | Michael Aldridge                              | Tell the King the Sky Is Falling, film TV (UK), regia di David Sullivan Proudfoot               |
| 1981 | Aleksey Petrenko                              | Agonia (Агония), film (URSS), regia di Ėlem Klimov                                              |
| 1996 | Igor Solovyov                                 | Il successore (The Successor), film (USA), regia di Rodoh Seji                                  |
| 1996 | Alan Rickman Tamás Tóth                       | Rasputin - Il demone nero (Rasputin: Dark Servant of Destiny), film TV (USA), regia di Uli Edel |
| 1997 | Christopher Lloyd (voce) Jim Cummings (canto) | Anastasia, film d'animazione (USA), regia di Don Bluth e Gary Goldman                           |
| 2004 | Karel Roden                                   | Hellboy, film (USA), regia di Guillermo del Toro                                                |
| 2007 | Patrick King                                  | The Romanovs' Last Photograph, cortometraggio (USA), regia di Catherine Faris King              |
| 2011 | Gérard Depardieu                              | Il caso Rasputin (Raspoutine), film (Francia), regia di Josée Dayan                             |
| 2011 | Francesco Cabras                              | Rasputin, film (Italia), regia di Louis Nero                                                    |
| 2016 | Barry Bostwick                                | The Death of Rasputin, cortometraggio (USA), regia di Adam Hall                                 |
| 2021 | Rhys Ifans                                    | The King's Man - Le origini (The King's Man), film (USA, UK), regia di Matthew Vaughn           |
| 2022 | Sacha Dhawan                                  | Doctor Who, episodio "The Power of the Doctor" (stagione 13, episodio 9)                        |

### Fumetti e animazione
- Compare nella serie manga e anime Drifters come membro degli Ends, gli antagonisti principali dell'opera capitanati dal Re Nero.
- Un personaggio che porta il suo nome e ha le sue fattezze è presente in molte storie di Corto Maltese il gentiluomo di fortuna inventato da Hugo Pratt nel 1967. Rasputin compare dalla prima storia intitolata Una ballata del mare salato.
- È presente nel manga Record of Ragnarok come uno dei combattenti umani che sfideranno gli dei.
- Il monaco Rasputon, pronipote di Rasputin, appare come antagonista principale nel film d'animazione giapponese Lupin III - Il tesoro degli zar (1992).
- Il personaggio di Rasputin appare più volte all'interno della serie principale di Hellboy, creata da Mike Mignola nel 1994, nonché arcinemico del demoniaco supereroe. La sua prima apparizione è in "Il seme della distruzione".

### Musica
- Il gruppo musicale disco Boney M. ha inciso nell'album Nightflight to Venus del 1978 il brano Rasputin, che descrive in maniera romanzata la figura del mistico.
- I Type O Negative usarono una foto del mistico come copertina del loro ultimo album Dead Again, stilizzando il titolo sulla copertina con caratteri in cirillico. Il frontman Peter Steele espresse un grande interesse nella figura di Rasputin, il che fu la ragione per la scelta di copertina.